# Sept Ans d'aventures au Tibet
Pour les articles homonymes, voir Tibet (homonymie).
 (février 2016).
Si vous disposez d'ouvrages ou d'articles de référence ou si vous connaissez des sites web de qualité traitant du thème abordé ici, merci de compléter l'article en donnant les références utiles à sa vérifiabilité et en les liant à la section « Notes et références ».
Cet article concerne le livre. Pour le film de 1997, voir Sept Ans au Tibet. Pour la chanson, voir Seven Years in Tibet (chanson). Pour le film documentaire de 1959, voir Sept Ans d'aventures au Tibet (film).
Sept Ans d'aventures au Tibet  est un récit de voyage de l'alpiniste et explorateur autrichien Heinrich Harrer paru en 1952.
L'alpiniste, explorateur et écrivain autrichien Heinrich Harrer, à la suite d'un concours d'événements liés à la troisième expédition allemande au Nanga Parbat, fut amené à passer sept années de sa vie, de mai 1944 à mars 1951, au Tibet, pays alors interdit aux étrangers et ayant rejeté la souveraineté de la Chine. Il fit le récit de ces années tibétaines dans un livre de mémoires, Sieben Jahre in Tibet. Mein Leben am Hofe des Dalai Lama, paru en 1952 (traduction anglaise : Seven years in Tibet, E. P. Dutton, 1954 ; traduction française : Sept Ans d'aventures au Tibet, Arthaud, 1954), qui eut un énorme succès et fut traduit en 53 langues et vendu à plus de 4 millions d'exemplaires. Ce premier ouvrage fit connaître la culture de l'ancien Tibet et l'institution du dalaï-lama à une foule d'Occidentaux qui jusque-là n'en avaient jamais entendu parler. Une partie de ces mémoires, celle consacrée aux années passées à Lhassa, devait paraître, en juillet 1955, sous forme de résumé dans la revue américaine National Geographic, avec pour titre My Life in Forbidden Lhasa (littéralement « Ma vie dans Lhassa interdit »). Ce livre de mémoires de 1952 et son résumé de 1955 livrent un aperçu du Tibet des années 1944-1951. Après son premier livre, relatant son premier voyage au Tibet, Heinrich Harrer  a écrit un livre relatant son second voyage publié en 1983, traduit en français sous le titre Retour au Tibet.

## Résumé

### Internement en Inde (1939-1944)
Après plusieurs mois de reconnaissance du Nanga Parbat et de ses environs, l'expédition arrive à Karachi le 8 août 1939. En raison de  la déclaration de la Seconde Guerre mondiale, les membres de l'expédition sont arrêtés par les autorités indo-britanniques au moment où ils s'apprêtent à gagner l'Iran faute d'avoir trouvé à Karachi le cargo censé les ramener au pays.
Quinze jours plus tard, ils sont transférés au camp central d'Ahmadnagar, près de Bombay. Supportant difficilement cet enfermement, Harrer se porte volontaire pour travailler à l'extérieur du camp, espérant ainsi trouver l'occasion de s'évader. Mais persuadés que la fin de la guerre est proche, les prisonniers remettent sans cesse cette évasion.
Par la suite, ils sont transférés par camion dans un nouveau camp à Deolali. Chaque camion comprend 18 prisonniers gardé par un seul soldat indien, la majorité des gardes sont dans les deux camions situés en tête et en queue du convoi. Harrer et son compagnon Lobenhoffer décident de sauter pour rejoindre l'enclave portugaise de Damao qui est un territoire neutre. Mais Lobenhoffer sera immédiatement repris, or celui-ci portait le sac à dos nécessaire à leur survie. Harrer décide de profiter de la confusion pour rejoindre sa place.
Quelques mois plus tard ils sont internés dans le camp de Dehra Dun au pied de l'Himalaya. L'alpiniste Harrer sait qu'il pourra rejoindre les cols et derrière eux le Tibet alors qu'auparavant l'objectif était de rejoindre les enclaves portugaises. Harrer profite donc de sa détention pour préparer sa prochaine évasion. Il apprend des rudiments de tibétain mais aussi de l'hindoustani et du japonais. Il étudie les livres présentant l'Himalaya, prend des notes et copie les cartes. Il organise son évasion avec un général italien dénommé Marchese. Celle-ci a lieu en mai 1943. Ils réussissent à s'évader du camp sous le tir des sentinelles, rejoignent la jungle et décident de marcher de nuit vers l'Himalaya. Pour passer inaperçu, Harrer se teint les cheveux et la barbe en mélangeant du permanganate avec du fard et de la graisse, ce traitement lui vaudra de perdre ses cheveux brûlés. Après maintes péripéties, ils seront repris au bout de 38 jours par des paysans. De retour au camp, 28 jours de cachot les attendent.
Après ces premières tentatives d'évasion, Harrer réussit à s'échapper du camp de Dehra Dun, le 29 avril 1944, avec Peter Aufschnaiter et cinq autres détenus. Le 17 mai 1944, les fugitifs pénètrent au Tibet par le col de Tchangtchock, à 5 300 mètres d'altitude.

### Les sept années au Tibet (1944-1951)
Comme pour les épisodes de l'expédition au Nanga Parbat et de l'internement en Inde, les sources sur lesquelles repose la connaissance que l'on a du séjour de Heinrich Harrer au Tibet, sont essentiellement son livre autobiographique Sieben Jahre in Tibet (« Sept années au Tibet »), paru en 1952.

#### L'équipée vers Lhassa (1944-1946)

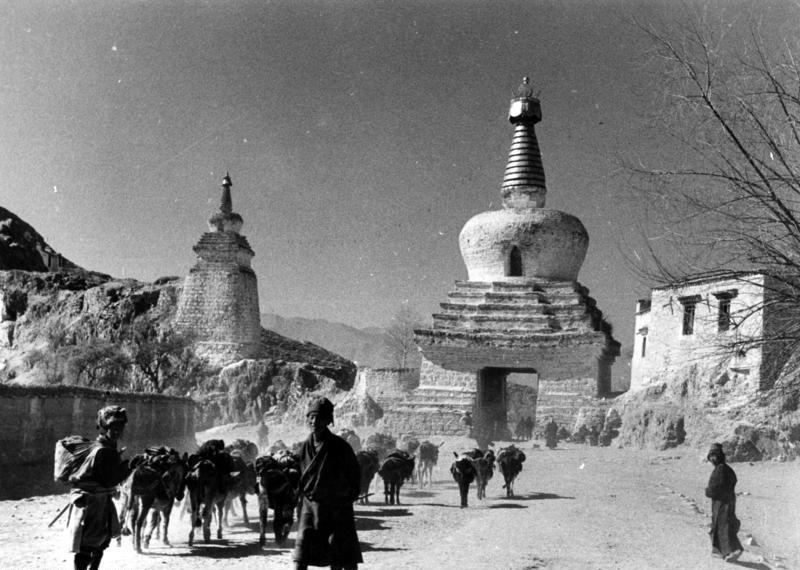
Le chorten de la porte ouest de Lhassa par où est entré Heinrich Harrer en 1946 (photo de 1938).

Alors que leurs trois compagnons sont repris et renvoyés derrière les barbelés, Harrer et Aufschnaiter  franchissent des cols de plus de 5 000 mètres d'altitude, gagnant le Tibet puis Lhassa au bout de deux ans de voyage, le 15 janvier 1946. Dépourvus de papiers et d'autorisations de séjour, ils sont recueillis tout d'abord pendant un mois par un riche noble de Lhassa dénommé Thangme.
Puis le fils d'un ancien ministre du gouvernement tibétain dénommé Tsarong Dzasa et ayant connu les membres de l'expédition Schäfer de 1938-1939, les invite à résider dans une des villas de son domaine. Ils réussissent à échapper à l'expulsion en se rendant l'un et l'autre indispensables grâce à leurs savoir-faire.

#### Les beaux jours de Lhassa (1946-1950)
Harrer et Aufschnaiter séjournèrent à Lhassa pendant cinq ans. Sur place, la situation administrative des deux Européens évolua. Après avoir obtenu le statut de résident permanent, ils furent nommés fonctionnaires du gouvernement et nobles de 5e rang, avec maison, écurie et domestiques.
Aufschnaiter, qui était ingénieur agronome de formation, réalisa à la demande des autorités un canal d'irrigation des champs autour de Lhassa, puis il conçut un barrage sur la rivière Kyi chu pour protéger le palais de Norbulingka des inondations. En 1948, il fut chargé de réaliser une centrale électrique ainsi qu'un canal d'amenée d'eau à Lhassa. Harrer surveillait la réalisation des travaux. Par la suite les deux Autrichiens établirent une carte de Lhassa et des environs en vue de concevoir un réseau d'égouts. Harrer fit le relevé de toutes les maisons et jardins de Lhassa, qui comptait à l'époque environ 30 000 Tibétains. Il décrit l'obélisque de pierres élevé en l'an 763 sous le règne du roi du Tibet Trisong Detsen pour commémorer les victoires des Tibétains sur les Chinois, ces derniers devant fournir aux Tibétains cinquante mille rouleaux de soie en signe d'allégeance.
En dehors de la charge qui lui avait été confiée d'écouter les radios étrangères de langue anglaise et de traduire en tibétain les nouvelles politiques de l'étranger pour le compte du gouvernement et de faire office de photographe de la Cour, Harrer pratiqua de nombreux sports pendant son séjour à Lhassa. Il initia de nombreux Tibétains à la natation, au patin à glace (que les Tibétains appelaient « marcher sur des couteaux ») et au tennis. À ce sujet, il indique jouer des parties de tennis hebdomadaires avec l'ambassadeur du Népal, des membres de l'ambassade de Chine, des Anglais. Il pratiqua aussi le ski alpin après avoir fabriqué des skis avec du bois de bouleau, cependant cette activité sportive fut interrompue par les Tibétains qui lui demandèrent de ne plus « chevaucher la neige » de peur d'offenser les esprits de la montagne.

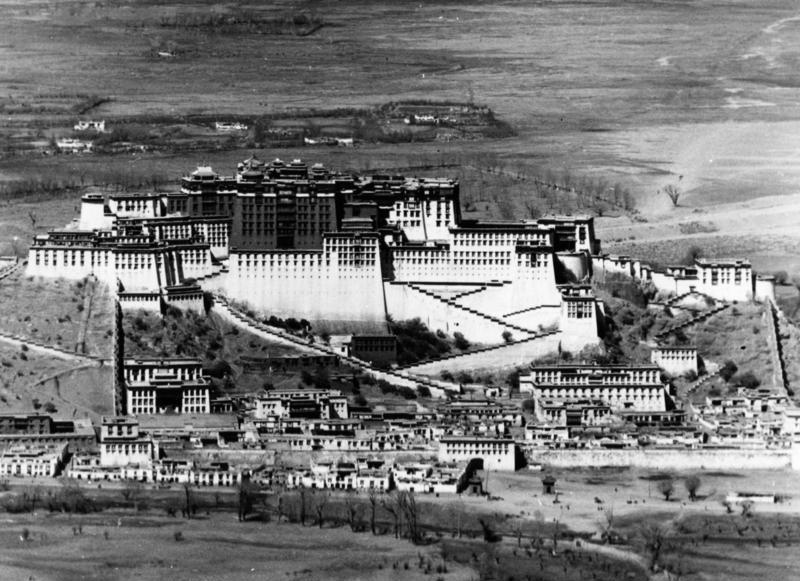
Le palais du Potala, résidence du dalaï-lama (photo de 1938)

En 1949 le 14e dalaï-lama fit savoir à Harrer, par l'intermédiaire de son frère Lobsang Samten, qu'il voulait une salle de projection pour regarder des films. Et ce n'est que cette année-là, après la construction de cette salle au Norbulingka, le palais d'été, qu'eut lieu la première entrevue entre Harrer et le 14e dalaï-lama, alors âgé de 14 ans et reconnu comme étant la réincarnation du 13e dalaï-lama, décédé en 1933. Ils se rencontrèrent ensuite régulièrement pendant un an, avec l'autorisation du gouvernement tibétain, le jeune dalaï-lama souhaitant s'ouvrir sur le monde extérieur et les techniques occidentales.  Le jeune homme recevait alors son enseignement des moines qui n'avaient jamais voyagé. Ils lui enseignaient la méditation, la religion et l'art de gouverner. Harrer devint l'ami du jeune Tenzin, lequel lui donnait le surnom affectueux de gopse (« tête jaune ») à cause de la blondeur de ses cheveux. Il l'initia au maniement d'une caméra et d'un projecteur de cinéma et lui donna des cours d'anglais et de géographie. Il lui apprit aussi à serrer la main, à la mode occidentale.
Dans son autobiographie, Au loin la liberté, le dalaï-lama évoque son ami en ces termes : 
« Il parlait couramment le tibétain et possédait un sens de l'humour remarquable, tout en se montrant plein de courtoisie et de respect. A mesure que nous apprenions à nous connaître, il était plus libre et direct avec moi - en particulier quand nous étions seuls -, qualité que j'appréciais fort ».

#### Le départ du Tibet (1951)
Devant l'avancée de l'armée chinoise, Heinrich Harrer, à son grand regret, doit quitter Lhassa en novembre 1950. Après avoir séjourné dans la vallée de Chumbi, il quitte le Tibet en mars 1951 et rejoint les Indes.

## Critiques
Gary Wilson, journaliste du Workers World (Parti du monde des travailleurs) qualifie les mémoires de Harrer de « récit romancé de ses aventures ». 
Pour Lewis M. Simon, le livre ne dévoile rien du côté sombre du passé du personnage. 
Pour Li Jianhua, un officier militaire de haut rang de l'Armée populaire de libération, le livre valut à Harrer une réputation de « juge des droits de l'homme ». Li a affirmé que Harrer, du fait de ses convictions nazies, aurait influencé le 14e dalaï-lama âgé alors de 11 ans et étudiant sous la direction de Harrer, mais d'autres font remarquer qu'il n'y a pas lieu de parler d'un enseignement partisan alors que la guerre était finie depuis plusieurs années.
Pour Patrick French, l'ouvrage a été écrit par un écrivain fantôme et sa version en anglais est vraisemblablement modifiée. Il est impensable qu'à l'époque Harrer ait pu évoquer dans un livre son passé politique.

## Adaptation cinématographique
- En 1956, le régisseur Hans Nieter réalisa, sur la base des journaux personnels de Harrer un documentaire Sept Ans d'aventures au Tibet de 76 minutes, contenant des séquences de films prises par Harrer durant son séjour au Tibet, et des épisodes rejoués par Harrer[réf. nécessaire][19].
- En 1997, Jean-Jacques Annaud réalisa le film Sept Ans au Tibet, basé sur ces écrits et où Harrer est incarné par l'acteur américain Brad Pitt.

## Éditions
- (de) Sieben Jahre in Tibet. Mein Leben am Hofe des Dalai Lama, 1952
- (en) Seven years in Tibet, traduction de Richard Graves avec une introduction de Peter Fleming et une préface du dalai-lama  (ISBN 0-87477-888-3)
- Sept Ans d'aventures au Tibet [« Sieben Jahre in Tibet. Mein Leben am Hofe des Dalai Lama »] (trad. de l'allemand par Henry Daussy), Paris, Arthaud, 1954, 285 p.  — Récit autobiographique de l'alpiniste autrichien Heinrich Harrer, relatant ses sept années passées au Tibet entre 1944 et 1951, et sa relation avec le jeune dalaï-lama  (ISBN 2-7003-0427-6)[réf. nécessaire]
- Sept Ans d'aventures au Tibet [« Sieben Jahre in Tibet. Mein Leben am Hofe des Dalai Lama »] (trad. de l'allemand par Henry Daussy), Paris, Arthaud, 1983, 292 p.  — Nouvelle édition illustrée du récit de Heinrich Harrer, avec carte dépliante et couverture couleur, retraçant son séjour au Tibet et son rôle auprès du dalaï-lama.

## Vidéos
- Heinrich Harrer interrogé par Pierre Desgraupes dans l'émission télévisée Cinq colonnes à la une, le 3 avril 1969 (du temps de l'ORTF)